# Mochudi

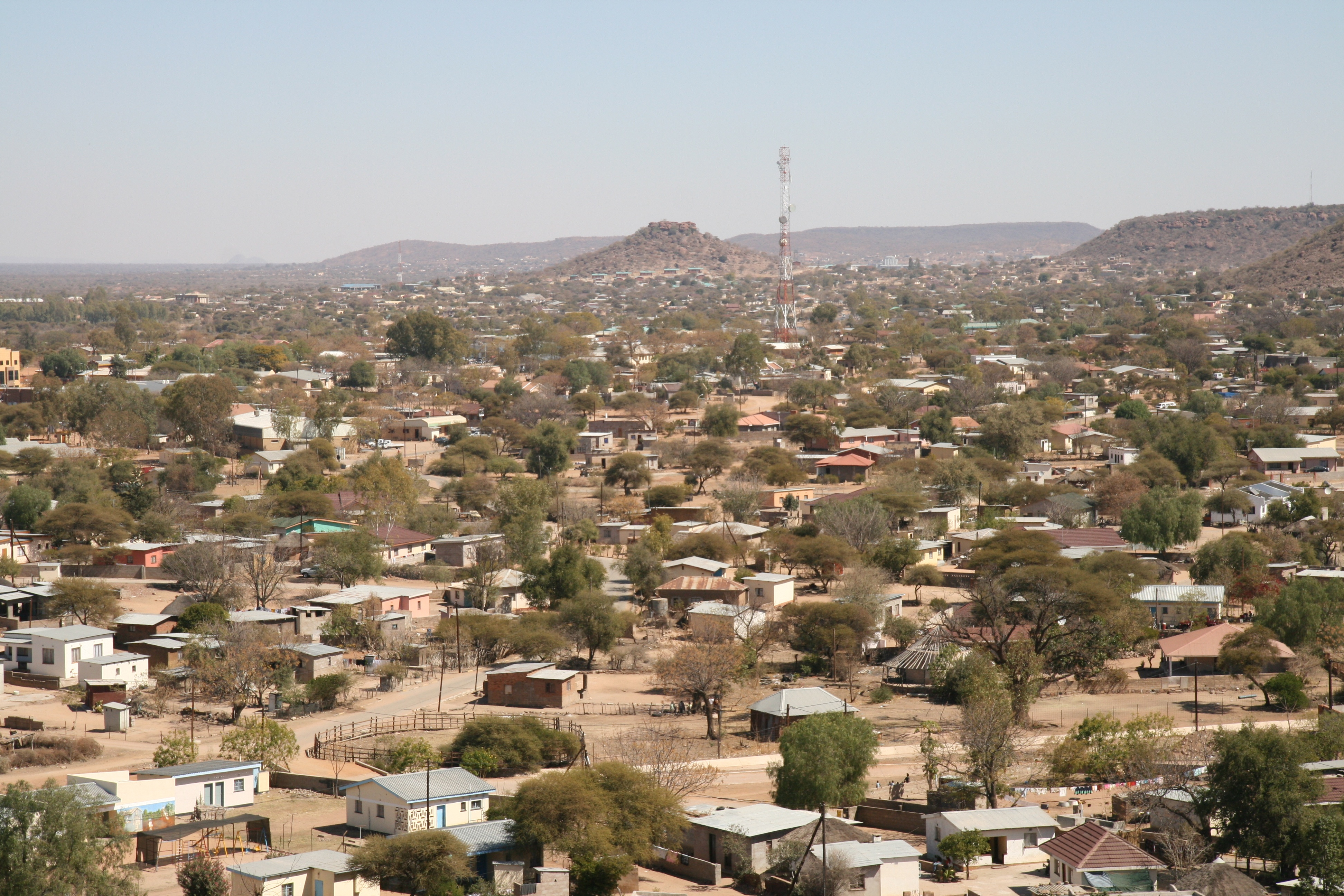
Mochudi

Mochudi ist eine Stadt in Botswana.

## Lage
Die Stadt liegt im Kgatleng District, etwa 37 Kilometer nordöstlich von Gaborone, der Hauptstadt von Botswana.

## Bevölkerung
Mochudi hat 44.456 Einwohner (Berechnung 2007).
Bevölkerungsentwicklung:
| Jahr              | Einwohner |
| ----------------- | --------- |
| 1981 (Zensus)     | 18.386    |
| 1991 (Zensus)     | 25.542    |
| 2001 (Zensus)     | 36.962    |
| 2007 (Berechnung) | 44.456    |

## Geschichte
Mochudi wurde im Jahr 1871 von den Tswana gegründet.

## Traditionen
Der Ort ist bekannt für seine traditionell bemalten Häuser, die auch den Tourismus, den Hauptwirtschaftszweig der Stadt, fördern. Daneben gibt es den Kgotla, den traditionellen Treffpunkt der Bevölkerung zur Abstimmung.

## Söhne und Töchter der Stadt
- Unity Dow (* 1959), botswanische Juristin, Politikerin, Menschenrechtsaktivistin und Schriftstellerin
- Nia Künzer (* 1980), ehemalige deutsche Fußball-Nationalspielerin